# Seelow
Seelow [ˈzeːloː] er administrationsby i Landkreis Märkisch-Oderland i den tyske delstat Brandenburg.

## Geografi
Seelow ligger i den østlige del af Brandenburg, cirka 70 km fra Berlin og 20 km fra grænsen til Polen.

## Historie
I 1252 omtales landsbyen "Villa Zelou" i et dokument fra den daværende ærkebiskop af Magdeburg, Wilbrand von Käfernburg, som en besiddelse under Lebuser Stiftskirke .
I årene 1630, 1788 og 1809 var der store brande i byen.
I Seelower Höhen var der ved afslutningen af 2. verdenskrig et af de største slag mellem den Røde Armé og den tyske Wehrmacht . Slaget var det største landslag på tysk territorium under krigen. Det endte med at de sovjetiske tropper efter store tab fik åbnet vejen til Berlin. Seelow blev meget ødelagt under kampene, først under et luftangreb 17. April 1945, og senere ved brande og plyndringer.
Fra 1950 til 1993 var Seelow administrationsby i Kreis Seelow.

## Venskabsbyer
- Moers (Nordrhein-Westfalen)
- Nangis (Frankrig)
- Kostrzyn nad Odrą (Polen)
- Miedzychod (Polen)